# Gebica

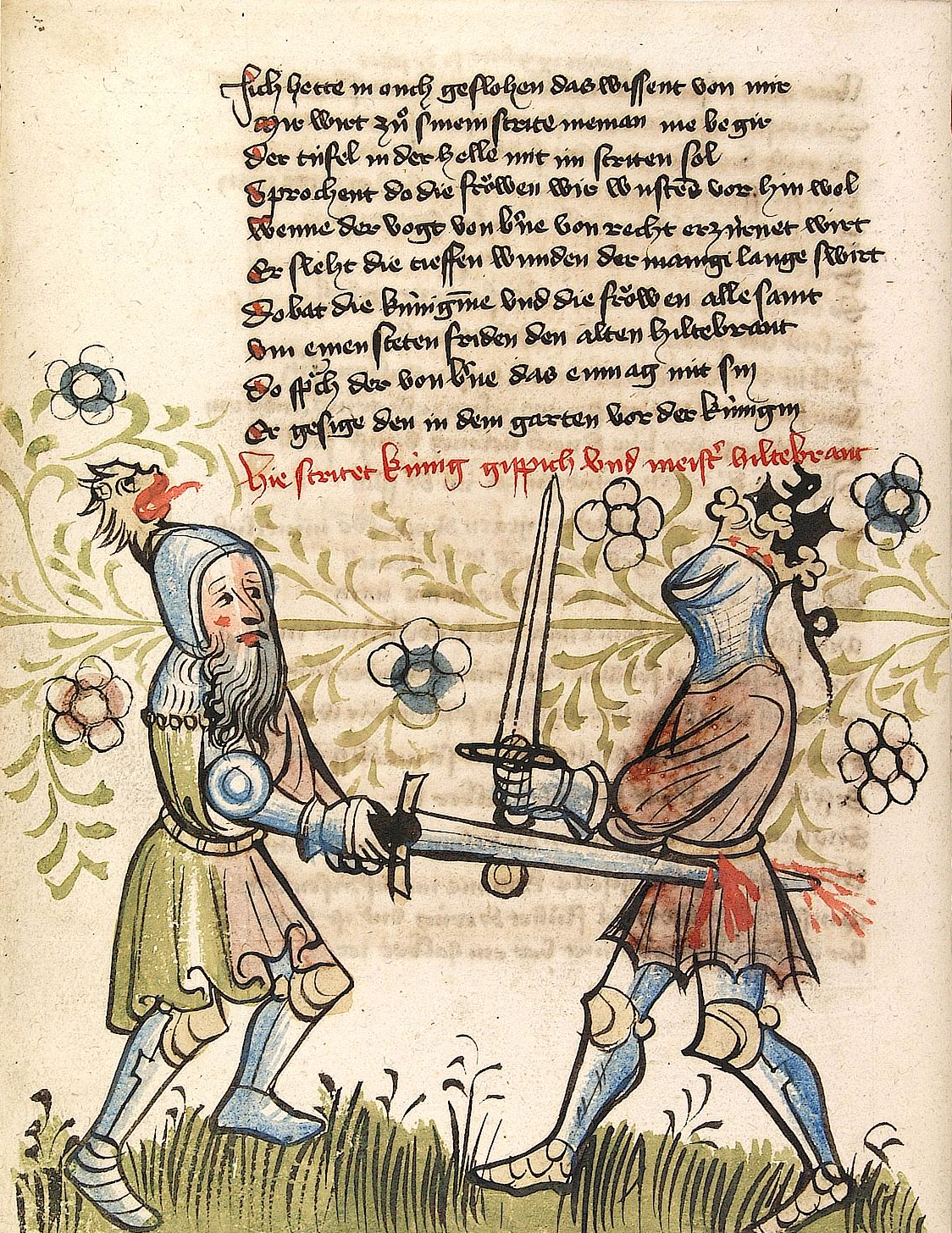
Hildebrand lucha contra el rey Gibica en Der Rosengarten zu Worms.

Gebicca (también llamado Gebicca, Gjúki, Gifica, Gebicar, Gibicho o Gippich) fue el primero de los reyes de los burgundios, que gobernó a finales del siglo IV hasta su muerte en, o alrededor del año 407, aunque no está históricamente documentado. Fue el padre de Gundemaro I, Gislahario y Gundahario (aunque en otros fuentes Gundahario fue su nieto, hijo de Gislahario). 

## Historia
Su nombre aparece en la «Lex Burgundionum» y también es mencionado en el antiguo poema Widsith como Gifica y como Gjúki en el poema eddico Atlakviða, donde era padre de Gunnar (véase Gunther). La conexión con los reyes legendarios del Cantar de los nibelungos es clara con las equiparaciones Gunnar/Gundahar/Gunther (Gundahario), Guttorm/Godomar/Gundomer (Gundomaro) y Giselher (Gislahario). Como uno de los primeros reyes, su clan fue llamado «Gjúkungar».
En los Edda prosaica, Snorri Sturluson dice que Gjúki era padre de los hijos Gunnar y Hogni y de una hija Gudrun. Gotthorm (asesino de Sigurd) era su hijastro, fruto de un del matrimonio anterior con su esposa Grimhilda. En Skáldskaparmál, Snorri Sturluson menciona a Gjúki como cabeza del clan familiar de los Nibelungos y descendiente de la dinastía Ödling:

[...] þriði Auði, er Öðlingar eru frá komnir, [...] Af Niflunga ætt var Gjúki, af Öðlinga ætt var Kjárr, af Ylfinga ætt var Eiríkr inn málspaki.

Los Edda prosaica también mencionan a Gudny, una segunda hija de Gjúki y Grimhild. En el poema Gudrunarkvida, esta segunda hija se llama Gullrond.